# Ich – Einfach unverbesserlich: Minion Rush
Ich – Einfach Unverbesserlich: Minion Rush ist ein 2½D-Jump-’n’-Run-Computerspiel für mobile Endgeräte, das auf der Filmreihe Ich – Einfach unverbesserlich basiert. Es erschien erstmals am 10. Juni 2013 und wurde auf Android, iOS und Windows Phone veröffentlicht. Bis Ende Januar 2017 wurde das Spiel über 800 Millionen Mal heruntergeladen.

## Spielprinzip
Der Spieler übernimmt die Rolle eines der drei Minions Dave, Carl oder Jerry. Gesteuert wird, indem man den Finger über den Bildschirm nach oben, unten, links oder rechts streicht. Bei Extras wie Mega-Minion, Mond oder auch Grus Rakete neigt man das Gerät nach links oder rechts, um seine Steuerung zu kontrollieren. Das Hauptziel des Spiels ist es jedoch, der unverbesserlichste Minion aller Zeiten zu werden. Dafür muss man im Marmeladenlabor mithelfen und Früchte einsammeln, um weiter zu kommen. Außerdem gibt es für neue Inhalte Spezialmissionen sowie wöchentliche Rennen und Events.